# Sergio Pignedoli
Sergio Pignedoli (né le 4 juin 1910 à Felina, une frazione de la commune de Castelnovo ne' Monti et mort le 15 juin 1980 à Reggio d'Émilie) est un prélat italien, cardinal de l'Église catholique romaine. D'abord nonce apostolique, il devient un proche collaborateur du pape Paul VI et préside le Conseil pontifical pour le dialogue inter-religieux de 1973 à 1980.

## Biographie

### Formation
Né à Castelnovo ne' Monti, en Émilie-Romagne, Sergio Pignedoli fait ses études au séminaire de Reggio d'Émilie puis à l'université du Sacré-Cœur de Milan, où il obtient un doctorat d'humanités classiques. Il obtient une licence de théologie sacrée à l'Université pontificale du Latran et une maîtrise d'histoire de l'Église à l'Université pontificale grégorienne.

### Prêtre
Ordonné prêtre le 1er avril 1933, il exerce les fonctions de vice-recteur du séminaire de Reggio d'Émilie jusqu'en 1934, année où il devient aumônier de l'université du Sacré-Cœur de Milan. Durant la Seconde Guerre mondiale, de 1940 à 1943, il est aumônier dans la marine, puis aumônier de l'Action catholique et de la Fédération italienne du scoutisme.
Élevé à la dignité de Monsignor le 5 septembre 1949, il devient secrétaire du comité de l'Année sainte 1950, à propos de laquelle il déclare : « La grande découverte de cette année est que, dans un monde apparemment sceptique et indifférent, il existe un puissant courant de foi ».

### Évêque
Le 22 décembre de la même année, Sergio Pignedoli se voit nommé archevêque titulaire (ou in partibus) d'Iconium (de) et nonce apostolique en Bolivie (en). Le 11 février 1951, il reçoit la consécration épiscopale des mains du cardinal Adeodato Giovanni Piazza, OCD, avec Mgr Valerio Valeri et Mgr Beniamino Socche (it) comme coconsécrateurs, dans la basilique Saint-Paul-hors-les-Murs. Le 19 octobre 1954, il devient nonce apostolique au Venezuela (en) puis, le 15 avril 1955, il est nommé évêque auxiliaire de Milan, archidiocèse où il reste jusqu'au 23 septembre 1960.
Durant son séjour à Milan, Sergio Pignedoli se lie d'amitié avec le cardinal Giovanni Battista Montini, futur pape Paul VI. Il reçoit ensuite la charge de délégué apostolique pour l'Afrique de l'Ouest et du Centre (1960-1964) puis pour le Canada (1964-1967). Il participe  également au concile Vatican II.

### Cardinal
Le pape Paul VI lui confie la charge de secrétaire de la Congrégation pour l'évangélisation des peuples le 10 juin 1967 et le crée cardinal avec le titre de cardinal-diacre de San Giorgio al Velabro lors du consistoire du 5 mars 1973. Le lendemain, 6 mars, le cardinal Pignedoli devient le second président du Secrétariat pour les non-chrétiens, renommé Conseil pontifical pour le dialogue inter-religieux par Jean-Paul II le 28 juin 1988.
Sergio Pignedoli est l'un des cardinaux électeurs des deux conclaves d'août et d'octobre 1978, qui élisent respectivement Jean-Paul Ier et Jean-Paul II, et les médias le considèrent comme « papable » en ces deux occasions,.
Le cardinal Pignedoli est mort d'un thrombus pulmonaire lors d'une visite dans sa ville natale de Reggio d'Émilie, à l'âge de 70 ans.

## Source
- (en) Cet article est partiellement ou en totalité issu de l’article de Wikipédia en anglais intitulé « Sergio Pignedoli » (voir la liste des auteurs).